# Acanthurus blochii
Espèce
Statut de conservation UICN

 LC  : Préoccupation mineure

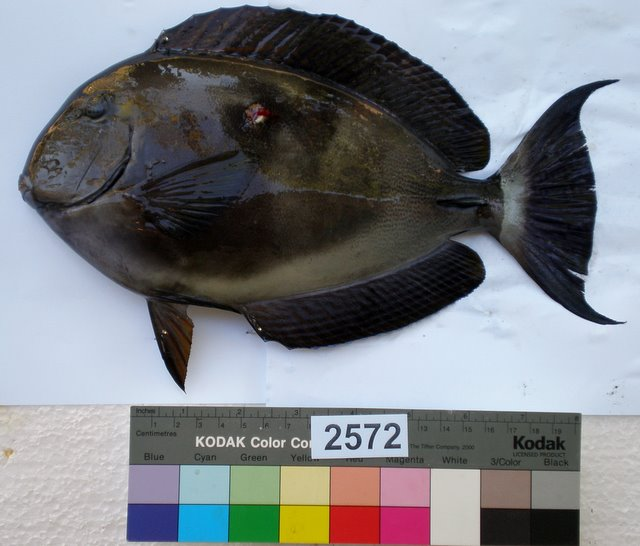
Acanthurus blochii de Nouvelle-Calédonie

Le Chirurgien à queue rayée (Acanthurus Blochii) est une espèce de poisson osseux de la famille des Acanthuridés. On le trouve dans le bassin Indo-Pacifique tropicale.
Ces poissons chirurgien formes des petits groupes ou des bancs près des récifs. Ils se nourrissent du film algal déposé sur les substrats sableux, ainsi que de détritus, d'invertébré et de zooplancton. Acanthurus Blochii peut devenir gris très pâle en cas de stress.

## Description originale
- Cuvier, M.B. and M.A. Valenciennes 1835 Histoire naturelle des poissons. Tome 10. Chez F.G. Levrault, Paris, xxiv + 482 p.